# Liste des communes de Bade-Wurtemberg
 (avril 2018).
Si vous disposez d'ouvrages ou d'articles de référence ou si vous connaissez des sites web de qualité traitant du thème abordé ici, merci de compléter l'article en donnant les références utiles à sa vérifiabilité et en les liant à la section « Notes et références ».
Cet article recense les communes du Bade-Wurtemberg, en Allemagne.

## Statistiques
Au 1er octobre 2014, le Land de Bade-Wurtemberg comprend 1 101 communes (Gemeinden en allemand) ou villes (Städte). Elles se répartissent de la sorte :
- 313 villes, dont :
  - 9 villes-arrondissements (Stadtkreise) ;
  - 94 grandes villes d'arrondissement (große Kreisstädte) ;
- 788 autres communautés.

440 villes et villages sont gérées à travers 114 associations de collectivités locales (les Gemeindeverwaltungsverband),  et 471 villes sont membres d'une des 156 communautés de communes administratives (Vereinbarte Verwaltungsgemeinschaft (de)).
En outre, il existe deux zones non-incorporées dans le Bade-Wurtemberg, le « Gutsbezirk Münsingen » dans le district de Reutlingen et la « propriété foncière sans communauté » Rheinau (Ortenaukreis).

## Les districts urbains(Stadtkreise)
Les districts urbains (Stadtkreis (Deutschland) (de)), à l'exception de Baden-Baden, sont des grandes villes. Une autre grande ville est Reutlingen (voir « grandes villes de district »).
- Baden-Baden
- Fribourg-en-Brisgau
- Heidelberg
- Heilbronn
- Karlsruhe
- Mannheim
- Pforzheim
- Stuttgart (capitale)
- Ulm

## Grandes villes d'arrondissement
| - Aalen - Achern - Albstadt - Backnang - Bad Mergentheim - Bad Rappenau - Balingen - Biberach an der Riß - Bietigheim-Bissingen - Böblingen - Bretten - Bruchsal - Bühl - Calw - Crailsheim - Ditzingen - Donaueschingen - Ehingen (Donau) - Eislingen/Fils - Ellwangen (Jagst) - Emmendingen - Eppingen - Esslingen am Neckar - Ettlingen - Fellbach - Filderstadt - Freudenstadt - Friedrichshafen - Gaggenau - Geislingen an der Steige - Giengen an der Brenz - Göppingen | - Heidenheim an der Brenz - Herrenberg - Hockenheim - Horb am Neckar - Kehl - Kirchheim unter Teck - Konstanz - Kornwestheim - Lahr/Schwarzwald - Laupheim - Leimen - Leinfelden-Echterdingen - Leonberg - Leutkirch im Allgäu - Lörrach - Louisbourg - Metzingen - Mosbach - Mössingen - Mühlacker - Nagold - Neckarsulm - Nürtingen - Oberkirch - Offenburg - Öhringen - Ostfildern - Radolfzell am Bodensee - Rastatt - Ravensburg - Remseck am Neckar - Reutlingen | - Rheinfelden (Baden) - Rheinstetten - Rottenburg am Neckar - Rottweil - Schorndorf - Schramberg - Schwäbisch Gmünd - Schwäbisch Hall - Schwetzingen - Sindelfingen - Singen (Hohentwiel) - Sinsheim - Stutensee - Tübingen - Tuttlingen - Überlingen - Vaihingen an der Enz - Villingen-Schwenningen - Waghäusel - Waiblingen - Waldkirch - Waldshut-Tiengen - Wangen im Allgäu - Weil am Rhein - Weingarten - Weinheim - Weinstadt - Wertheim - Wiesloch - Winnenden |

## Communautés
Toutes les communautés politiquement indépendantes du Bade-Wurtemberg (les villes sont en gras) :

## A
- Haut – A
- B
- C
- D
- E
- F
- G
- H
- I
- J
- K
- L
- M
- N
- O
- P
- Q
- R
- S
- T
- U
- V
- W
- X
- Y
- Z

| - Aach - Aalen - Abstatt - Abtsgmünd - Achberg - Achern - Achstetten - Adelberg - Adelmannsfelden - Adelsheim - Affalterbach - Aglasterhausen - Ahorn - Aichelberg - Aichhalden - Aichstetten - Aichtal - Aichwald - Aidlingen - Aitern | - Aitrach - Albbruck - Albershausen - Albstadt - Aldingen - Alfdorf - Allensbach - Alleshausen - Allmannsweiler - Allmendingen - Allmersbach im Tal - Alpirsbach - Altbach - Altdorf (Böblingen) - Altdorf (Esslingen) - Altenriet - Altensteig - Altheim (Alb) - Altheim (près_Ehingen) - Altheim (près Riedlingen) | - Althengstett - Althütte - Altlußheim - Altshausen - Ammerbuch - Amstetten - Amtzell - Angelbachtal - Appenweier - Argenbühl - Aspach - Asperg - Assamstadt - Asselfingen - Attenweiler - Au (Forêt-Noire) - Au am Rhein - Auenwald - Auggen - Aulendorf |

## B
- Haut – A
- B
- C
- D
- E
- F
- G
- H
- I
- J
- K
- L
- M
- N
- O
- P
- Q
- R
- S
- T
- U
- V
- W
- X
- Y
- Z

| - Backnang - Bad Bellingen - Bad Boll - Bad Buchau - Bad Ditzenbach - Bad Dürrheim - Baden-Baden - Badenweiler - Bad Friedrichshall - Bad Herrenalb - Bad Krozingen - Bad Liebenzell - Bad Mergentheim - Bad Peterstal-Griesbach - Bad Rappenau - Bad Rippoldsau-Schapbach - Bad Säckingen - Bad Saulgau - Bad Schönborn - Bad Schussenried - Bad Teinach-Zavelstein - Bad Überkingen - Bad Urach - Bad Waldsee - Bad Wildbad - Bad Wimpfen - Bad Wurzach - Bahlingen am Kaiserstuhl - Baienfurt - Baiersbronn - Baindt - Balgheim - Balingen - Ballendorf - Ballrechten-Dottingen - Baltmannsweiler - Balzheim - Bammental - Bärenthal - Bartholomä | - Beilstein - Beimerstetten - Bempflingen - Benningen am Neckar - Berg - Bergatreute - Berghaupten - Berghülen - Berglen - Berkheim - Bermatingen - Bernau im Schwarzwald - Bernstadt - Besigheim - Betzenweiler - Beuren - Beuron - Biberach (Baden) - Biberach an der Riß - Biederbach - Bietigheim (Baden) - Bietigheim-Bissingen - Billigheim - Binau - Bingen - Binzen - Birenbach - Birkenfeld - Bischweier - Bisingen - Bissingen an der Teck - Bitz - Blaubeuren - Blaufelden - Blaustein - Blumberg - Böbingen an der Rems - Böblingen - Bodelshausen - Bodman-Ludwigshafen | - Bodnegg - Böhmenkirch - Böllen - Bollschweil - Boms - Bondorf - Bonndorf im Schwarzwald - Bönnigheim - Bopfingen - Börslingen - Börtlingen - Bösingen - Böttingen - Bötzingen - Boxberg - Brackenheim - Bräunlingen - Braunsbach - Breisach am Rhein - Breitingen - Breitnau - Bretten - Bretzfeld - Brigachtal - Bruchsal - Brühl - Bubsheim - Buchen - Buchenbach - Buchheim - Buggingen - Bühl - Bühlertal - Bühlertann - Bühlerzell - Burgrieden - Burgstetten - Burladingen - Büsingen am Hochrhein |

## C
- Haut – A
- B
- C
- D
- E
- F
- G
- H
- I
- J
- K
- L
- M
- N
- O
- P
- Q
- R
- S
- T
- U
- V
- W
- X
- Y
- Z

| - Calw - Cleebronn | - Constance - Crailsheim | - Creglingen |

## D
- Haut – A
- B
- C
- D
- E
- F
- G
- H
- I
- J
- K
- L
- M
- N
- O
- P
- Q
- R
- S
- T
- U
- V
- W
- X
- Y
- Z

| - Dachsberg (Südschwarzwald) - Daisendorf - Dauchingen - Dautmergen - Deckenpfronn - Deggenhausertal - Deggingen - Deilingen - Deißlingen - Deizisau - Denkendorf - Denkingen - Denzlingen - Dettenhausen - Dettenheim - Dettighofen | - Dettingen an der Erms - Dettingen an der Iller - Dettingen unter Teck - Dielheim - Dietenheim - Dietingen - Dischingen - Ditzingen - Dobel - Dogern - Donaueschingen - Donzdorf - Dormettingen - Dornhan - Dornstadt | - Dornstetten - Dörzbach - Dossenheim - Dotternhausen - Drackenstein - Dunningen - Durbach - Dürbheim - Durchhausen - Durlangen - Dürmentingen - Durmersheim - Dürnau (Lkr. Göppingen) - Dürnau (Lkr. Biberach) - Dußlingen |

## E
- Haut – A
- B
- C
- D
- E
- F
- G
- H
- I
- J
- K
- L
- M
- N
- O
- P
- Q
- R
- S
- T
- U
- V
- W
- X
- Y
- Z

| - Ebenweiler - Eberbach - Eberdingen - Eberhardzell - Ebersbach an der Fils - Ebersbach-Musbach - Eberstadt - Ebhausen - Ebringen - Edingen-Neckarhausen - Efringen-Kirchen - Egenhausen - Egesheim - Eggenstein-Leopoldshafen - Eggingen - Ehingen (Donau) - Ehningen - Ehrenkirchen - Eichstegen - Eichstetten am Kaiserstuhl - Eigeltingen - Eimeldingen | - Eisenbach (Hochschwarzwald) - Eisingen - Eislingen/Fils - Elchesheim-Illingen - Ellenberg - Ellhofen - Ellwangen (Jagst) - Elzach - Elztal - Emeringen - Emerkingen - Emmendingen - Emmingen-Liptingen - Empfingen - Endingen am Kaiserstuhl - Engelsbrand - Engen - Engstingen - Eningen unter Achalm - Enzklösterle - Epfenbach | - Epfendorf - Eppelheim - Eppingen - Erbach - Erdmannhausen - Eriskirch - Erkenbrechtsweiler - Erlenbach - Erlenmoos - Erligheim - Erolzheim - Ertingen - Eschach - Eschbach - Eschbronn - Eschelbronn - Eschenbach - Essingen - Esslingen am Neckar - Ettenheim - Ettlingen - Eutingen im Gäu |

## F
- Haut – A
- B
- C
- D
- E
- F
- G
- H
- I
- J
- K
- L
- M
- N
- O
- P
- Q
- R
- S
- T
- U
- V
- W
- X
- Y
- Z

| - Fahrenbach - Feldberg (Schwarzwald) - Fellbach - Fichtenau - Fichtenberg - Filderstadt - Fischerbach - Fischingen - Flein - Fleischwangen - Fluorn-Winzeln | - Forbach - Forchheim - Forchtenberg - Forst - Frankenhardt - Freiamt - Freiberg am Neckar - Fribourg-en-Brisgau - Freudenberg - Freudenstadt - Freudental | - Frickenhausen - Frickingen - Fridingen an der Donau - Friedenweiler - Friedrichshafen - Friesenheim - Friolzheim - Frittlingen - Fröhnd - Fronreute - Furtwangen im Schwarzwald |

## G
- Haut – A
- B
- C
- D
- E
- F
- G
- H
- I
- J
- K
- L
- M
- N
- O
- P
- Q
- R
- S
- T
- U
- V
- W
- X
- Y
- Z

| - Gaggenau - Gaiberg - Gaienhofen - Gaildorf - Gailingen am Hochrhein - Gammelshausen - Gammertingen - Gärtringen - Gäufelden - Gechingen - Geisingen - Geislingen (b. Balingen) - Geislingen an der Steige - Gemmingen - Gemmrigheim - Gengenbach - Gerabronn - Gerlingen - Gernsbach - Gerstetten | - Giengen an der Brenz - Gingen an der Fils - Glatten - Glottertal - Göggingen - Gomadingen - Gomaringen - Gondelsheim - Göppingen - Görwihl - Gosheim - Gottenheim - Gottmadingen - Graben-Neudorf - Grabenstetten - Grafenau - Grafenberg - Grafenhausen - Grenzach-Wyhlen - Griesingen | - Grömbach - Großbettlingen - Großbottwar - Grosselfingen - Großerlach - Großrinderfeld - Gruibingen - Grundsheim - Grünkraut - Grünsfeld - Gschwend - Guggenhausen - Güglingen - Gundelfingen - Gundelsheim - Gunningen - Gutach im Breisgau - Gutach (Schwarzwaldbahn) - Gütenbach - Gutenzell-Hürbel |

## H
- Haut – A
- B
- C
- D
- E
- F
- G
- H
- I
- J
- K
- L
- M
- N
- O
- P
- Q
- R
- S
- T
- U
- V
- W
- X
- Y
- Z

| - Häg-Ehrsberg - Hagnau am Bodensee - Haigerloch - Haiterbach - Hambrücken - Hardheim - Hardt - Hardthausen am Kocher - Hartheim am Rhein - Hasel - Haslach im Kinzigtal - Haßmersheim - Hattenhofen - Hausach - Hausen am Bussen - Hausen am Tann - Hausen im Wiesental - Hausen ob Verena - Häusern - Hayingen - Hechingen - Heddesbach - Heddesheim - Heidelberg - Heidenheim an der Brenz - Heilbronn - Heiligenberg | - Heiligkreuzsteinach - Heimsheim - Heiningen - Heitersheim - Helmstadt-Bargen - Hemmingen - Hemsbach - Herbertingen - Herbolzheim - Herbrechtingen - Herdwangen-Schönach - Hermaringen - Heroldstatt - Herrenberg - Herrischried - Hessigheim - Hettingen - Heubach - Heuchlingen - Heuweiler - Hildrizhausen - Hilzingen - Hinterzarten - Hirrlingen - Hirschberg an der Bergstraße - Hochdorf (Lkr. Esslingen) | - Hochdorf (Lkr. Biberach) - Höchenschwand - Hockenheim - Höfen an der Enz - Hofstetten - Hohberg - Hohenfels - Hohenstadt - Hohenstein - Hohentengen - Hohentengen am Hochrhein - Holzgerlingen - Holzkirch - Holzmaden - Höpfingen - Horb am Neckar - Horben - Horgenzell - Hornberg - Hoßkirch - Hüffenhardt - Hüfingen - Hügelsheim - Hülben - Hüttisheim - Hüttlingen |

## I
- Haut – A
- B
- C
- D
- E
- F
- G
- H
- I
- J
- K
- L
- M
- N
- O
- P
- Q
- R
- S
- T
- U
- V
- W
- X
- Y
- Z

| - Ibach - Iffezheim - Igersheim - Iggingen - Ihringen - Illerkirchberg - Illerrieden - Illingen | - Illmensee - Ilsfeld - Ilshofen - Ilvesheim - Immendingen - Immenstaad am Bodensee - Ingelfingen - Ingersheim | - Ingoldingen - Inzigkofen - Inzlingen - Irndorf - Isny im Allgäu - Ispringen - Ittlingen |

## J
- Haut – A
- B
- C
- D
- E
- F
- G
- H
- I
- J
- K
- L
- M
- N
- O
- P
- Q
- R
- S
- T
- U
- V
- W
- X
- Y
- Z

| - Jagsthausen - Jagstzell | - Jestetten - Jettingen | - Jungingen |

## K
- Haut – A
- B
- C
- D
- E
- F
- G
- H
- I
- J
- K
- L
- M
- N
- O
- P
- Q
- R
- S
- T
- U
- V
- W
- X
- Y
- Z

| - Kaisersbach - Kämpfelbach - Kandern - Kanzach - Kappel-Grafenhausen - Kappelrodeck - Karlsbad - Karlsdorf-Neuthard - Karlsruhe - Kehl - Keltern - Kenzingen - Kernen im Remstal - Ketsch - Kieselbronn - Kippenheim - Kirchardt - Kirchberg an der Iller - Kirchberg an der Jagst | - Kirchberg an der Murr - Kirchdorf an der Iller - Kirchentellinsfurt - Kirchheim am Neckar - Kirchheim am Ries - Kirchheim unter Teck - Kirchzarten - Kißlegg - Kleines Wiesental - Klettgau - Knittlingen - Kohlberg - Kolbingen - Köngen - Königheim - Königsbach-Stein - Königsbronn - Königseggwald - Königsfeld im Schwarzwald - Königsheim | - Korb - Korntal-Münchingen - Kornwestheim - Kraichtal - Krauchenwies - Krautheim - Kreßberg - Kressbronn am Bodensee - Kronau - Kuchen - Külsheim - Künzelsau - Kupferzell - Kuppenheim - Kürnbach - Küssaberg - Kusterdingen |

## L
- Haut – A
- B
- C
- D
- E
- F
- G
- H
- I
- J
- K
- L
- M
- N
- O
- P
- Q
- R
- S
- T
- U
- V
- W
- X
- Y
- Z

| - Ladenburg - Lahr/Schwarzwald - Laichingen - Langenargen - Langenau - Langenbrettach - Langenburg - Langenenslingen - Lauchheim - Lauchringen - Lauda-Königshofen - Laudenbach - Lauf - Laufenburg (Baden) - Lauffen am Neckar - Laupheim | - Lautenbach - Lauterach - Lauterbach - Lauterstein - Lehrensteinsfeld - Leibertingen - Leimen - Leinfelden-Echterdingen - Leingarten - Leinzell - Lenningen - Lenzkirch - Leonberg - Leutenbach - Leutkirch im Allgäu - Lichtenau | - Lichtenstein - Lichtenwald - Limbach - Linkenheim-Hochstetten - Lobbach - Löchgau - Loffenau - Löffingen - Lonsee - Lorch - Lörrach - Loßburg - Lottstetten - Louisbourg - Löwenstein |

## M
- Haut – A
- B
- C
- D
- E
- F
- G
- H
- I
- J
- K
- L
- M
- N
- O
- P
- Q
- R
- S
- T
- U
- V
- W
- X
- Y
- Z

| - Magstadt - Mahlberg - Mahlstetten - Mainhardt - Malsburg-Marzell - Malsch (Lkr. Karlsruhe) - Malsch (Rhein-Neckar-Kreis) - Malterdingen - Mannheim - Marbach am Neckar - March - Markdorf - Markgröningen - Marxzell - Maselheim - Massenbachhausen - Mauer - Maulbronn - Maulburg - Meckenbeuren - Meckesheim - Meersburg | - Mehrstetten - Meißenheim - Mengen - Merdingen - Merklingen - Merzhausen - Meßkirch - Meßstetten - Metzingen - Michelbach an der Bilz - Michelfeld - Mietingen - Mittelbiberach - Möckmühl - Mögglingen - Möglingen - Mönchweiler - Mönsheim - Moos - Moosburg - Mosbach | - Mössingen - Mötzingen - Mudau - Muggensturm - Mühlacker - Mühlenbach - Mühlhausen (Kraichgau) - Mühlhausen im Täle - Mühlhausen-Ehingen - Mühlheim an der Donau - Mühlingen - Mulfingen - Müllheim - Mundelsheim - Munderkingen - Münsingen - Münstertal/Schwarzwald - Murg - Murr - Murrhardt - Mutlangen |

## N
- Haut – A
- B
- C
- D
- E
- F
- G
- H
- I
- J
- K
- L
- M
- N
- O
- P
- Q
- R
- S
- T
- U
- V
- W
- X
- Y
- Z

| - Nagold - Nattheim - Neckarbischofsheim - Neckargemünd - Neckargerach - Neckarsulm - Neckartailfingen - Neckartenzlingen - Neckarwestheim - Neckarzimmern - Neenstetten - Nehren - Neidenstein - Neidlingen - Nellingen - Nerenstetten - Neresheim | - Neubulach - Neudenau - Neuenbürg - Neuenburg am Rhein - Neuenstadt am Kocher - Neuenstein - Neuffen - Neufra - Neuhausen (Enzkreis) - Neuhausen auf den Fildern - Neuhausen ob Eck - Neukirch - Neuler - Neulingen - Neulußheim | - Neunkirchen - Neuried - Neustetten - Neuweiler - Niedereschach - Niedernhall - Niederstetten - Niederstotzingen - Niefern-Öschelbronn - Nordheim - Nordrach - Notzingen - Nufringen - Nürtingen - Nusplingen - Nußloch |

## O
- Haut – A
- B
- C
- D
- E
- F
- G
- H
- I
- J
- K
- L
- M
- N
- O
- P
- Q
- R
- S
- T
- U
- V
- W
- X
- Y
- Z

| - Oberboihingen - Oberderdingen - Oberdischingen - Obergröningen - Oberharmersbach - Oberhausen-Rheinhausen - Oberkirch - Oberkochen - Obermarchtal - Oberndorf am Neckar - Obernheim - Oberreichenbach - Oberried - Oberriexingen - Oberrot - Obersontheim - Oberstadion - Oberstenfeld | - Obersulm - Oberteuringen - Oberwolfach - Obrigheim - Ochsenhausen - Oedheim - Offenau - Offenburg - Ofterdingen - Oftersheim - Oggelshausen - Ohlsbach - Ohmden - Öhningen - Öhringen - Ölbronn-Dürrn - Öllingen | - Öpfingen - Oppenau - Oppenweiler - Orsingen-Nenzingen - Ortenberg - Ostelsheim - Osterburken - Ostfildern - Ostrach - Östringen - Ötigheim - Ötisheim - Ottenbach - Ottenhöfen im Schwarzwald - Ottersweier - Owen - Owingen |

## P
- Haut – A
- B
- C
- D
- E
- F
- G
- H
- I
- J
- K
- L
- M
- N
- O
- P
- Q
- R
- S
- T
- U
- V
- W
- X
- Y
- Z

| - Pfaffenhofen - Pfaffenweiler - Pfalzgrafenweiler - Pfedelbach - Pfinztal | - Pforzheim - Pfronstetten - Pfullendorf - Pfullingen - Philippsburg | - Plankstadt - Pleidelsheim - Pliezhausen - Plochingen - Plüderhausen |

## R
- Haut – A
- B
- C
- D
- E
- F
- G
- H
- I
- J
- K
- L
- M
- N
- O
- P
- Q
- R
- S
- T
- U
- V
- W
- X
- Y
- Z

| - Radolfzell am Bodensee - Rainau - Rammingen - Rangendingen - Rastatt - Ratshausen - Rauenberg - Ravensbourg - Ravenstein - Rechberghausen - Rechtenstein - Reichartshausen - Reichenau - Reichenbach an der Fils - Reichenbach am Heuberg - Reilingen - Remchingen - Remseck am Neckar | - Remshalden - Renchen - Renningen - Renquishausen - Reute - Reutlingen - Rheinau - Rheinfelden (Baden) - Rheinhausen - Rheinmünster - Rheinstetten - Rickenbach - Riederich - Riedhausen - Riedlingen - Riegel am Kaiserstuhl - Rielasingen-Worblingen - Riesbürg - Rietheim-Weilheim | - Ringsheim - Rohrdorf - Roigheim - Römerstein - Rosenberg (Baden) - Rosenberg (Württemberg) - Rosenfeld - Rosengarten - Rot am See - Rot an der Rot - Rottenacker - Rottenburg am Neckar - Rottweil - Rudersberg - Rümmingen - Ruppertshofen - Rust - Rutesheim |

## S
- Haut – A
- B
- C
- D
- E
- F
- G
- H
- I
- J
- K
- L
- M
- N
- O
- P
- Q
- R
- S
- T
- U
- V
- W
- X
- Y
- Z

| - Sachsenheim - Salach - Salem - Sandhausen - Sasbach (Ortenau) - Sasbach am Kaiserstuhl - Sasbachwalden - Satteldorf - Sauldorf - Schallbach - Schallstadt - Schechingen - Scheer - Schefflenz - Schelklingen - Schemmerhofen - Schenkenzell - Schiltach - Schlaitdorf - Schlat - Schliengen - Schlier - Schlierbach - Schluchsee - Schnürpflingen - Schömberg (b. Balingen) - Schömberg (Lkr. Calw) - Schonach im Schwarzwald - Schönaich - Schönau (Odenwald) - Schönau im Schwarzwald - Schönbrunn - Schönenberg - Schöntal - Schönwald im Schwarzwald - Schopfheim - Schopfloch - Schorndorf | - Schramberg - Schriesheim - Schrozberg - Schuttertal - Schutterwald - Schwäbisch Gmünd - Schwäbisch Hall - Schwaigern - Schwaikheim - Schwanau - Schwarzach - Schwendi - Schwenningen - Schwetzingen - Schwieberdingen - Schwörstadt - Seckach - Seebach - Seekirch - Seelbach - Seewald - Seitingen-Oberflacht - Sersheim - Setzingen - Sexau - Siegelsbach - Sigmaringen - Sigmaringendorf - Simmersfeld - Simmozheim - Simonswald - Sindelfingen - Singen (Hohentwiel) - Sinsheim - Sinzheim - Sipplingen - Sölden - Sonnenbühl - Sontheim an der Brenz | - Spaichingen - Spechbach - Spiegelberg - Spraitbach - St. Blasien - St. Georgen im Schwarzwald - St. Johann - St. Leon-Rot - St. Märgen - St. Peter - Staig - Starzach - Staufen im Breisgau - Stegen - Steinach - Steinen - Steinenbronn - Steinhausen an der Rottum - Steinheim am Albuch - Steinheim an der Murr - Steinmauern - Steißlingen - Sternenfels - Stetten (Bodenseekreis) - Stetten am kalten Markt - Stimpfach - Stockach - Stödtlen - Straßberg - Straubenhardt - Stühlingen - Stutensee - Stuttgart (Landeshauptstadt) - Sulz am Neckar - Sulzbach an der Murr - Sulzbach-Laufen - Sulzburg - Sulzfeld - Süßen |

## T
- Haut – A
- B
- C
- D
- E
- F
- G
- H
- I
- J
- K
- L
- M
- N
- O
- P
- Q
- R
- S
- T
- U
- V
- W
- X
- Y
- Z

| - Täferrot - Talheim (Lkr. Heilbronn) - Talheim (Lkr. Tuttlingen) - Tamm - Tannhausen - Tannheim - Tauberbischofsheim | - Tengen - Teningen - Tettnang - Tiefenbach - Tiefenbronn - Titisee-Neustadt - Todtmoos - Todtnau | - Triberg im Schwarzwald - Trochtelfingen - Trossingen - Tübingen - Tunau - Tuningen - Tuttlingen |

## U
- Haut – A
- B
- C
- D
- E
- F
- G
- H
- I
- J
- K
- L
- M
- N
- O
- P
- Q
- R
- S
- T
- U
- V
- W
- X
- Y
- Z

| - Überlingen - Ubstadt-Weiher - Uhingen - Uhldingen-Mühlhofen - Ühlingen-Birkendorf - Ulm - Umkirch - Ummendorf | - Unlingen - Untereisesheim - Unterensingen - Untergruppenbach - Unterkirnach - Untermarchtal - Untermünkheim - Unterreichenbach | - Unterschneidheim - Unterstadion - Unterwachingen - Unterwaldhausen - Urbach - Uttenweiler - Utzenfeld |

## V
- Haut – A
- B
- C
- D
- E
- F
- G
- H
- I
- J
- K
- L
- M
- N
- O
- P
- Q
- R
- S
- T
- U
- V
- W
- X
- Y
- Z

| - Vaihingen an der Enz - Vellberg - Veringenstadt - Villingendorf | - Villingen-Schwenningen - Vogt - Vogtsburg im Kaiserstuhl - Vöhrenbach | - Vöhringen - Volkertshausen - Vörstetten |

## W
- Haut – A
- B
- C
- D
- E
- F
- G
- H
- I
- J
- K
- L
- M
- N
- O
- P
- Q
- R
- S
- T
- U
- V
- W
- X
- Y
- Z

| - Waghäusel - Waiblingen - Waibstadt - Wain - Wald - Waldachtal - Waldbronn - Waldbrunn - Waldburg - Walddorfhäslach - Waldenbuch - Waldenbourg - Waldkirch - Waldshut-Tiengen - Waldstetten - Walheim - Walldorf - Walldürn - Wallhausen - Walzbachtal - Wangen (b. Göppingen) - Wangen im Allgäu - Wannweil - Warthausen - Wäschenbeuren - Wehingen - Wehr - Weidenstetten - Weikersheim - Weil am Rhein | - Weil der Stadt - Weil im Schönbuch - Weilen unter den Rinnen - Weilheim (Baden) - Weilheim an der Teck - Weingarten (Baden) - Weingarten - Weinheim - Weinsberg - Weinstadt - Weisenbach - Weissach (Lkr. Böblingen) - Weissach im Tal - Weißbach - Weisweil - Wellendingen - Welzheim - Wembach - Wendlingen am Neckar - Wernau - Werbach - Wertheim - Westerheim - Westerstetten - Westhausen - Widdern - Wieden - Wiernsheim | - Wiesenbach - Wiesensteig - Wiesloch - Wildberg - Wilhelmsdorf - Wilhelmsfeld - Willstätt - Wimsheim - Winden im Elztal - Winnenden - Winterbach - Winterlingen - Wittighausen - Wittlingen - Wittnau - Wolfach - Wolfegg - Wolfschlugen - Wolpertshausen - Wolpertswende - Wörnersberg - Wört - Wurmberg - Wurmlingen - Wüstenrot - Wutach - Wutöschingen - Wyhl am Kaiserstuhl |

## Z
- Haut – A
- B
- C
- D
- E
- F
- G
- H
- I
- J
- K
- L
- M
- N
- O
- P
- Q
- R
- S
- T
- U
- V
- W
- X
- Y
- Z

| - Zaberfeld - Zaisenhausen - Zell am Harmersbach - Zell im Wiesental | - Zell unter Aichelberg - Zimmern ob Rottweil - Zimmern unter der Burg - Zuzenhausen | - Zweiflingen - Zwiefalten - Zwingenberg |